# Schwarzhorn (Alpes de Stubai)
Pour les articles homonymes, voir Schwarzhorn.
Le Schwarzhorn est une montagne qui s’élève à 2 812 m d’altitude dans les Alpes de Stubai, en Autriche.